# Закичера
Закичера (укр. Закичера) — село в Борынской поселковой общине Самборского района Львовской области Украины.
Население по переписи 2001 года составляло 138 человек. Занимает площадь 0,8 км². Почтовый индекс — 82550. Телефонный код — 3269.